# Aurică Radu
Aurică Radu (n. 6 decembrie 1948) a fost un deputat român în legislatura 1990-1992, ales în municipiul București pe listele partidului FSN.
A devenit deputat de la data de 22 octombrie 1990, în locul deputatului Corneliu-Dan Zaharia și a fost membru în grupul parlamentar de prietenie cu Republica Libaneză.